# Vladimir Rafejenko
Volodymyr Rafejenko, född 25 november 1969 i Donetsk, är en ukrainsk poet, författare och filolog.

## Biografi
Rafejenko föddes 1969 i Donetsk. Han tog examen från Donetsks universitet med en examen i rysk filologi och kulturstudier. Därefter arbetade han som redaktör och förläggare vid bokförlag i donetsk, liksom som ställföreträdande utgivare av tidskriften Mnogotochiye.
Mellan 1992 och 2018 skrev Rafejenko litteratur på ryska. Han romandebuterade 1995. Böckerna gavs i synnerhet ut i Ryssland, och hans verk sågs som en del av den ryska litteraturen. I samband med kriget i Donbass 2014 flyttade han dock till Kiev och lärde sig ukrainska. Det ledde till inledande försök till att skriva romaner på ukrainska, och att han med tiden blev en representant även för ukrainsk litteratur.
Hans första roman på ukrainska shortlistades till Taras Shevchenkos litteraturpris. Utiöver det har han två gånger tilldelats det ryska litteraturpriset "Русская премия" (2011 för romanen "Московский дивертисмент" och 2013 för "Демон Декарта. Роман-сновидение").